# Катуа, Тадиус
Тадиус Катуа (англ. Thadius Katua; род. 4 ноября 1997, Килинаилау, Автономный регион Бугенвиль) — папуанский боксёр, представитель лёгкой весовой категории. Выступает за сборную Папуа — Новой Гвинеи по боксу начиная с 2015 года, чемпион Тихоокеанских игр в Порт-Морсби, участник летних Олимпийских игр в Рио-де-Жанейро.

## Биография
Тадиус Катуа родился 4 ноября 1997 года на атолле Килинаилау, Папуа — Новая Гвинея. Занимался боксом с раннего детства, проходил подготовку в родной деревне под руководством местного тренера.
Первого серьёзного успеха в боксе на международном уровне добился в сезоне 2015 года, когда вошёл в основной состав папуанской национальной сборной и выступил на домашних Тихоокеанских играх в Порт-Морсби, откуда привёз награду золотого достоинства, выигранную в зачёте лёгкой весовой категории. Также в этом сезоне отметился победой на юношеских Играх Содружества в Апии — стал первым в истории спортсменом из Папуа — Новой Гвинеи, кому удалось завоевать золото на данных соревнованиях.
На олимпийской квалификации Азии и Океании в Цяньани остановился уже на стадии 1/16 финала, однако по решению трёхсторонней комиссии всё же удостоился права защищать честь страны на летних Олимпийских играх 2016 года в Рио-де-Жанейро. В стартовом поединке категории до 60 кг единогласным решением судей потерпел поражение от россиянина Адлана Абдурашидова и сразу же выбыл из борьбы за медали.
После Олимпиады Катуа остался в составе боксёрской команды Папуа — Новой Гвинеи и продолжил принимать участие в крупнейших международных турнирах. Так, в 2018 году он побывал на Играх Содружества в Голд-Косте, где в лёгком весе сумел дойти до стадии четвертьфиналов.
4 апреля 2023 года Катуа совершил профессиональный дебют, в котором потерпел поражение техническим нокаутом в 5 раунде от представителя Фиджи Микаэля Равалаки.